# ディダル・ハムザ
ディダル・ハムザ（Didar Khamza 1997年2月15日- ）はカザフスタンの柔道選手。階級は73kg級と81kg級．身長175cm。

## 人物
2012年のアジアユース66kg級で優勝すると、2013年の世界カデでも3位になった。その後に階級を73kg級に上げると、2013年のアジアユースでは3位だったが、2014年の大会では優勝した。2015年の世界ジュニアでは5位だったが、2016年のアジア選手権では2位になった。リオデジャネイロオリンピックでは2回戦でアゼルバイジャンのルスタム・オルジョフに敗れた。2017年の世界ジュニアでは3位だった。その後に階級を81kg級に上げると、2018年のアジア大会では準決勝で佐々木健志に一本勝ちすると、決勝では世界選手権3位であるイランのサイード・モラエイと対戦して技ありを先取されるも、終了と同時に逆転の反則勝ちを収めて優勝した。2021年7月に日本武道館で開催された東京オリンピックでは、初戦でモンゴルに国籍を変更したモラエイに敗れた。その後階級を90㎏級に変更すると、2022年のグランドスラム・ウランバートルで3位になった。
IJF世界ランキングは700ポイント獲得で54位(22/8/8現在)。

## 主な戦績
66kg級での戦績
- 2012年 - アジアユース　優勝
- 2013年 - 世界カデ　3位

73kg級での戦績
- 2013年 - アジアユース　3位
- 2014年 - アジアユース　優勝
- 2015年 - 世界ジュニア　5位
- 2016年 - ヨーロッパオープン・オーバーヴァルト　優勝
- 2016年 -　アジア選手権　2位
- 2016年 -　グランプリ・アルマトイ　3位
- 2017年 - 世界ジュニア　3位

81kg級での戦績
- 2018年 -　アジア大会　優勝
- 2018年 -　グランドスラム・アブダビ　3位
- 2018年 - グランプリ・タシュケント　優勝

90kg級での戦績
- 2022年 -　グランドスラム・ウランバートル　3位
- 2022年 -　アジア選手権 3位

(出典、JudoInside.com)